# Barraca del Cussinyola
La Barraca del Cussinyola és una obra del Pla de Santa Maria (Alt Camp) inclosa a l'Inventari del Patrimoni Arquitectònic de Catalunya.

## Descripció
És una formidable barraca geminada de dos cossos circulars, el de l'esquerra és el que té el portal d'accés, i el de la dreta és el dormidor, que originalment estava coronat per una casella aplanada, amb dues espitlleres de ventilació o sortida de fums. Tota ella està envoltada per un mur de pedra sobrera, que a la part del davant forma un paravents al davant del portal. A la part posterior aquest mur és més estret i en ell hi ha inserides dues menjadores. El cos de l'entrada té un diàmetre de 2'87m i una alçada de 3'16m. El diàmetre del cos interior és de 2'30m amb una alçada original imprecisa degut al seu esfondrament.